# 非婚生子女
非婚生子女（俗稱私生子或私生女，中国法律旧称奸生子）指在受胎期間或出生時（各地法律定義有別），其生父母無婚姻關係的子女。由於部分国家的法律上對婚生子女和非婚生子女的保護程度有別，故有區分的實益。

## 歷史
現時不少國家及地區的法律都賦予非婚生子女較婚生子女為少的權利，即使他們擁有同樣的公民權利。傳統父系社會中，非婚生子女常會被視為恥辱。未婚媽媽常會被逼或被遊說放棄子女撫養權。有時非婚生子女會由外祖父母或其他已婚親屬撫養，生母假裝成非婚生子女的姊姊、姑母、姨母等身分。至今依然有不少人認為非婚生子女（尤其是婚外情所生的子女）令家族蒙羞。
父權社會傳統文化中，非婚生子女的生父所受的譴責往往不及生母所受的那麼強烈，除了對男女的婚前性行為有不同標準外，另一個原因是難以確定生父是誰，有些生父亦因此不用負擔任何責任。已婚女性與丈夫以外男性所生的子女，有些會成為生母丈夫名義上的子女，甚至他們名義上的父親也不知道自己並非他們的親生父親。而在容許一夫多妻的社會裡，已婚男性與無婚姻關係的未婚女性若生有子女，可以把該女性娶為平妻或納為妾侍（視乎不同時代、地域的法律和女性的身分而定），生父與生母建立婚姻關係後，子女亦變為婚生子女。
在古代東亞地區（中國、日本、朝鮮等），男性的非婚生子女通常是他与情妇或外室所生子女。至中華民國大陸時期，此类子女在法律上被称为奸生子。奸生子與姬妾（包括婢妾）所生的子女（婢生子）同樣稱為庶子或庶女。但正式妾室、婢生子和奸生子的實際地位、财产继承权等，在不同时代可以相差很遠。中國古代男性的婢妾、情婦如生下子女可納為妾，但並非必然。有些婢妾即使生下子女，仍然得不到任何婚姻名分，她們所生的子女有時也會不容於家庭，常會於生父去世後被生父的正式妻妾逐出家門，有些則被視為奴婢看待，甚至生父也不把他們當作子女看待。例如漢朝的衛青是母親衛媼與平陽縣吏鄭季私通所生之子，在生父家中被歧視、虐待。唐代詩人柳宗元長女柳和娘為其婢妾所生的私生女，在死後才得到父親承認身份。此外，《全唐文》記載唐代時，蔣恭綽與婢女生有一女阿刘，蔣恭綽死後，阿劉不被蔣恭綽正式的家屬承認為蒋家后裔，只被視為婢女，即使上訴官府，仍判她為婢女身份。有些甚至在生父死後，自己和母親即被父親的正式妻妾和婚生子女逐出家門:430—436。唐朝起，法律规定财产采用诸子均分制。获得父亲承认的婢生子可以获得财产继承。而唐代、宋朝法律对于奸生子继承则没有相应记载。《唐户令》规定先奸后娶事发者，纵使已生子孙尤离异之法。当代研究者据此认为《唐户令》对奸生子持否定态度，更不可能保障其继承权。明清两朝，奸生子可获得庶子二分之一的继承份额:243。
有時生父的妻妾無子，而姬妾或其他婚外情人有子，這些非婚生子常會被生父交由其正室收養，成為名義上之嫡子，生母卻未必得到名分，亦不能與兒子相認。有些得不到生父撫養的非婚生子女會跟隨母親另嫁他人，視繼父為父親，並跟繼父姓。
在不少西方國家，隨著近年女性主義興起及離婚的普遍，愈來愈多的出生嬰兒是非婚生子女，近年逾一半的嬰兒均是未婚女性誕下的，當中不少未婚女性事實上是同居關係，在2012年，美國有41%的嬰兒均是未婚女性誕下的。

## 父母责任
在英国，非婚生子的概念由1989年通过，1991年生效的儿童法有效废除。它引入了父母责任的概念，就算父母并没有结婚，也确保每位儿童都有一个法律上的“父亲”和“母亲”。不过，直到2003年12月，部分被执行的《收养与儿童法2002》才自动把家长责任赋予非婚生儿童的父亲；即便如此，也只有在儿童的出生証明书上才会出现其父亲的名字。
在美国，有侮辱父母而不是儿童，称这些父母为“王八父母”认为父母才是婚外怀孕的责任人。保守的文化评论家和电台脱口秀节目主持人迈克·迈德维（Michael Medved）主张这种谴责，特别是在名人非婚生子案件中。
在不少西方國家，因非婚生子女和婚生子女享有同等的法律地位，因此並無差別。

## 各地的相關法例

### 中華人民共和國
根據《中华人民共和国民法典》，非婚生子女與婚生子女享有平等的權益，非婚生子女同樣有遺產繼承權。

#### 香港
香港法例規定，於1993年6月19日或以後去世人士的非婚生子女享有繼承權。自1995年起，繼親關係沒有繼承權，因此已婚人士的非婚生子女（包括婚前或婚後與現任配偶以外人士所生的子女）並無生父或生母之配偶的遺產繼承權。至於生父或生母的遺產繼承權，非婚生子女與婚生子女享有同等權利。
男女雙方在子女出生時，未具「有效婚姻」關係，子女即屬非婚生子女。非婚生子女的父母雙方一同提出要求，可把父親的姓名包括在登記紀錄（例如出生證明書）內，不需提出任何出生者與其父親之血緣關係的證明，亦不需要提交結婚證明。若後來男女雙方取得「有效婚姻」關係，即確立為婚生子女。非婚生子女的生父或生母可根據《父母與子女條例》向該子女雙親的另一方要求給予非婚生子女的贍養費，但必須証明對方是非婚生子女的親生父親或母親。另外，如非婚生子女被視為一個家庭的子女，可依上述《婚姻法律程序與財產條例》向生父或生母要求贍養費。

### 中华民国
1919年，中华民国大理院《統字第1029號解釋》“姦生子在父母正式婚姻後出生者即取得嫡子身分”。1927年，大理院《統字第2012號解釋》“私生子現行律稱姦生子，乃指其母無妻妾關係懷胎所生之子女而言。私生子本有請求認養之權，惟須待父認領以後，始生親子關係，並其相當之權利義務。關於私生子認領訴訟民訴條例已有明文准許曰親子關係事件程序為特別訴訟程序之一種。現行律載姦生之子如別無子，立應繼之人為嗣。與姦生子均分財產等語。蓋律例原意及我國習慣，均以血統為重故。其母嗣後取得妻妾身分，私生子又經其父認領，仍可取得嫡子或庶子之身分。私生子與母雖不經認領，仍可有親子關係，以生相當之權利義務如前所述，則對於母可以請求扶養，對於父亦可請求認領及扶養。私生子之遺產承繼權。有親生子者，依子數與半分，無子，與應繼之人均分，並無應繼之人，則承繼全分。”
现行中华民国民法中就婚生子女有所定義，不符該定義者，一律為非婚生子女。而根據《民法》第1063條的規定，無論是否有真實血緣的聯絡，只要是在婚姻關係存續中受胎所生的子女即推定為婚姻關係中之夫之婚生子女，稱為婚生推定。若該子女事實上並非妻自夫受胎所生、與夫並無真實血緣關係，則依民法第1063條規定，夫妻之一方或子女，能證明並非為婚生子女者，可提起婚生否認之訴。
在法律上，非婚生子女與生母之間因為分娩的事實而為婚生子女的關係，自然具有血親關係。但是和生父之間因為分娩的事實並無法確定血緣聯絡，所以在認領或準正之前，非婚生子女和生父之間在法律上並無任何關係，但依民法第1067條，有事實可證明其為生父之子女者，生母，非婚生子女或其他法定代理人，可以向生父提起請求認領之訴，若生父死亡，仍可向生父之繼承人提起，以確認雙方之親子關係，生父無繼承人時，仍可向社會福利主管機關提起。但因認領之效力雖能溯及，但不得影響其他人之既得權利，若生父死亡後遺產已分割，非婚生子女無法繼承其財產。　

## 現況
近年來由於親屬法的立法基本精神已經由原本的家長（父）本位、家本位，漸漸演進到子女本位，即以保護子女為優先價值，加上以同居未婚產子的情況日漸普遍，非婚生子女和婚生子女得到同等的對待。

### 引用
1. ↑  《史記》衛將軍驃騎列傳第五十一
2. ↑  柳宗元《下殇女子墓砖记》：“下殇女子生长安善和里，其始名和娘……元和五年四月三日死永州，凡十岁。其母微也，故为父子晚。”
3. ↑  劉達臨. . 中華人民共和國: 寧夏人民出版社. 1993年9月. ISBN 7-227-00935-1.
4. ↑  李淑媛. . . 臺灣: 五南出版社. 2005  [2023-05-21]. ISBN 9571141224 （繁体中文）.
5. ↑  《中华人民共和国民法典》第一千零七十一条：非婚生子女享有与婚生子女同等的权利，任何人不得加以危害和歧视。不直接抚养非婚生子女的生父或生母，应当负担子女的生活费和教育费，直至子女能独立生活为止。
6. ↑  民法第1061條：稱婚生子女者，謂由婚姻關係受胎而生之子女。
7. ↑  參見：中華民國《民法》第1065條
8. ↑  中華民國民法第1069條規定，非婚生子女認領之效力，溯及於出生時。但第三人已得之權利，不因此而受影響。